# Shinji Makino
Shinji Makino (jap. 牧野 真二 Makino Shinji; ur. 29 maja 1976) – japoński piłkarz występujący na pozycji pomocnika.

## Kariera klubowa
Od 1995 do 1999 roku występował w klubach Yokohama Marinos i Sagan Tosu.